# Orme Saint-Gervais
L'orme Saint-Gervais est un orme champêtre qui était autrefois situé sur la place Saint-Gervais ; il se trouve aujourd'hui toujours au même emplacement devant la façade ouest de l'église Saint-Gervais, mais au sein du jardin du 13 Novembre 2015, dans le 4e arrondissement de Paris.   
Bien que la place Saint-Gervais ait été conservée, l'orme ne fait plus partie intégrante de cet espace. À la suite de la création en 2025 d'un nouveau jardin mémoriel du 13 novembre 2015, il s'intègre pleinement à son extrémité ouest, symbolisant ainsi la frontière entre la place Saint-Gervais et le jardin du 13 Novembre 2015.   
Un orme existe à cet emplacement depuis le Moyen Âge, et l'arbre actuel, planté en 1935, a reçu en 2005 le label national « arbre remarquable de France ». 
Sous cet orme, au Moyen Âge, la justice y était rendue. 
L'orme Saint-Gervais s'inscrit durablement dans l'histoire du site et de la ville de Paris.

## Historique

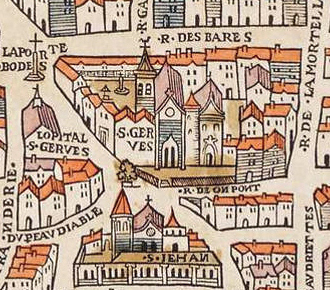
Présence de l'orme Saint-Gervais devant l'église Saint-Gervais-Saint-Protais sur le plan de Truschet et Hoyau (c.1550).

La présence d'un orme à cet emplacement est attestée dès le XIIIe siècle. Il symbolise alors la justice. Il est également mentionné comme l'arbre auprès duquel, au Moyen Âge, les gens se retrouvaient pour le recouvrement de leurs créances. Un dicton disait alors : « Attendez-moi sous l’orme ! ». Cet arbre était si célèbre que ses représentations peintes ou sculptées servaient de décorations, notamment à de nombreuses échoppes, et la fabrique de Saint-Gervais dégageait chaque année une somme destinée à son entretien.
L'orme de Saint-Gervais fut maintes fois coupé puis replanté.
Cet arbre est abattu par la Commune de Paris, le 2 Ventôse an II (20 février 1794) pour servir à faire des affûts de canons. Il est replanté au XIXe siècle, puis à nouveau le 10 mars 1914. On prit alors un jeune spécimen « choisi parmi les plus beaux et d'une venue parfaite » et « destiné à devenir un arbre historique ». À cette occasion, on construit un entourage constitué de huit bornes réunies par une chaîne, d'après les indications fournies par des estampes conservées au musée Carnavalet.
En 2025, après deux ans de travaux, l'orme de Saint-Gervais est remis en valeur au sein d'un nouveau jardin mémoriel des attentats du 13 novembre 2015 : le jardin du 13 Novembre 2015. 
Au sein du nouveau jardin mémoriel, un nouvel « Olivier de la paix » lui fait aujourd'hui face (côté Hôtel de Ville). 
L'orme Saint-Gervais et l'olivier viennent s'inscrire sur ce nouveau site, pour un avenir apaisé, le Paris d'aujourd'hui et de demain. 
L'orme de Saint-Gervais, toujours situé côté église Saint-Gervais, permet aujourd'hui d'accueillir des cérémonies plus intimistes. L'Olivier, situé côté rue Lobau, permet d'accueillir des commémorations de plus grande ampleur.

## Description
L'arbre actuel a été planté en 1935. Il mesure environ 15 m de haut et son tronc, caractérisé par une curieuse cicatrice causée par la foudre, a une circonférence de 1,9 m. Un panneau historique de la Ville de Paris, situé à l'angle nord-est de la place, rappelle son histoire et celle de ses prédécesseurs. Une pancarte fixée sur son tronc par la Ville de Paris donne également des informations sur cet arbre historique.
Cet orme champêtre (ulmus minor) a reçu en 2005 le label national « arbre remarquable de France ».

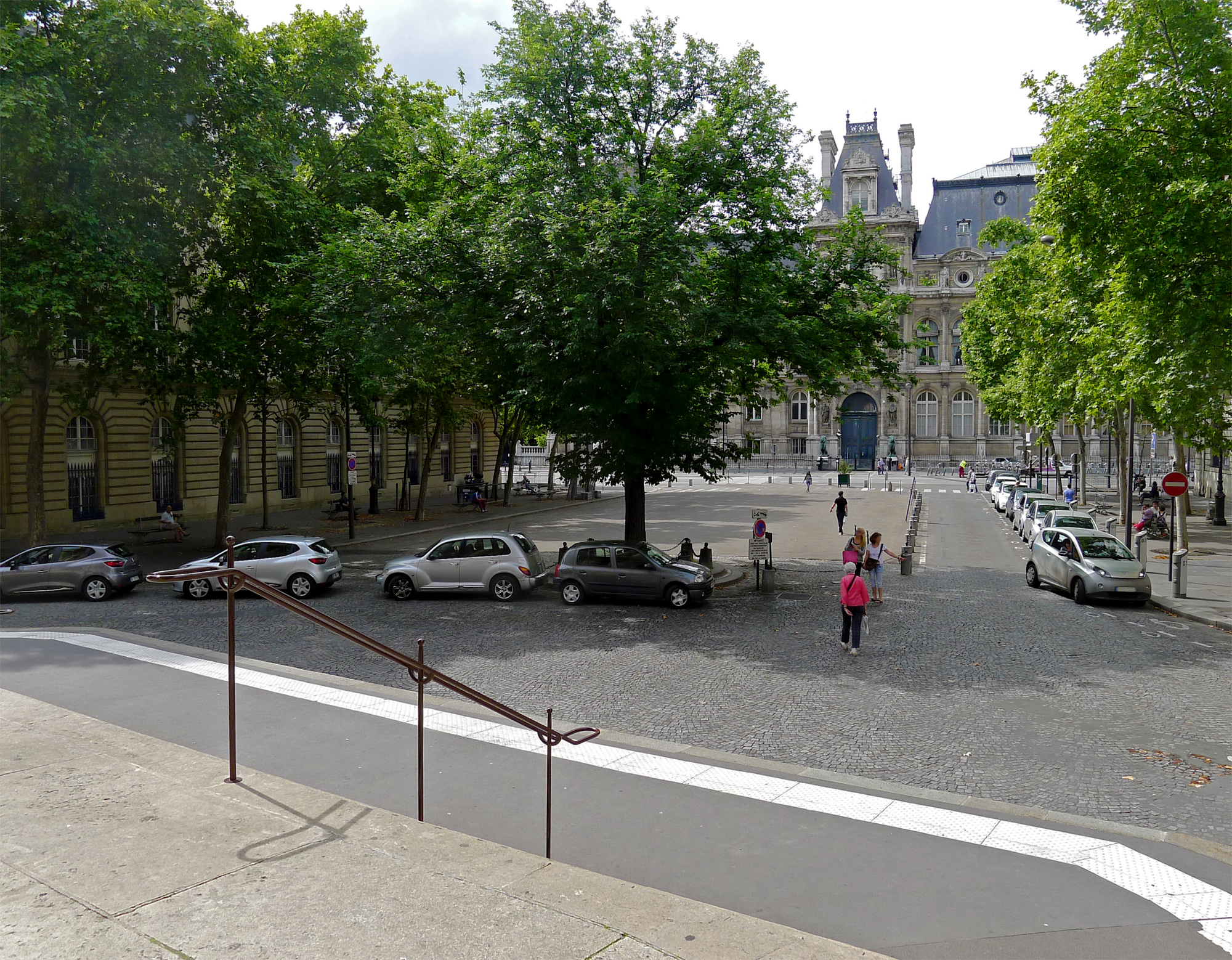
L'orme, sur la place Saint-Gervais, vu depuis le parvis de l'église. (2014)
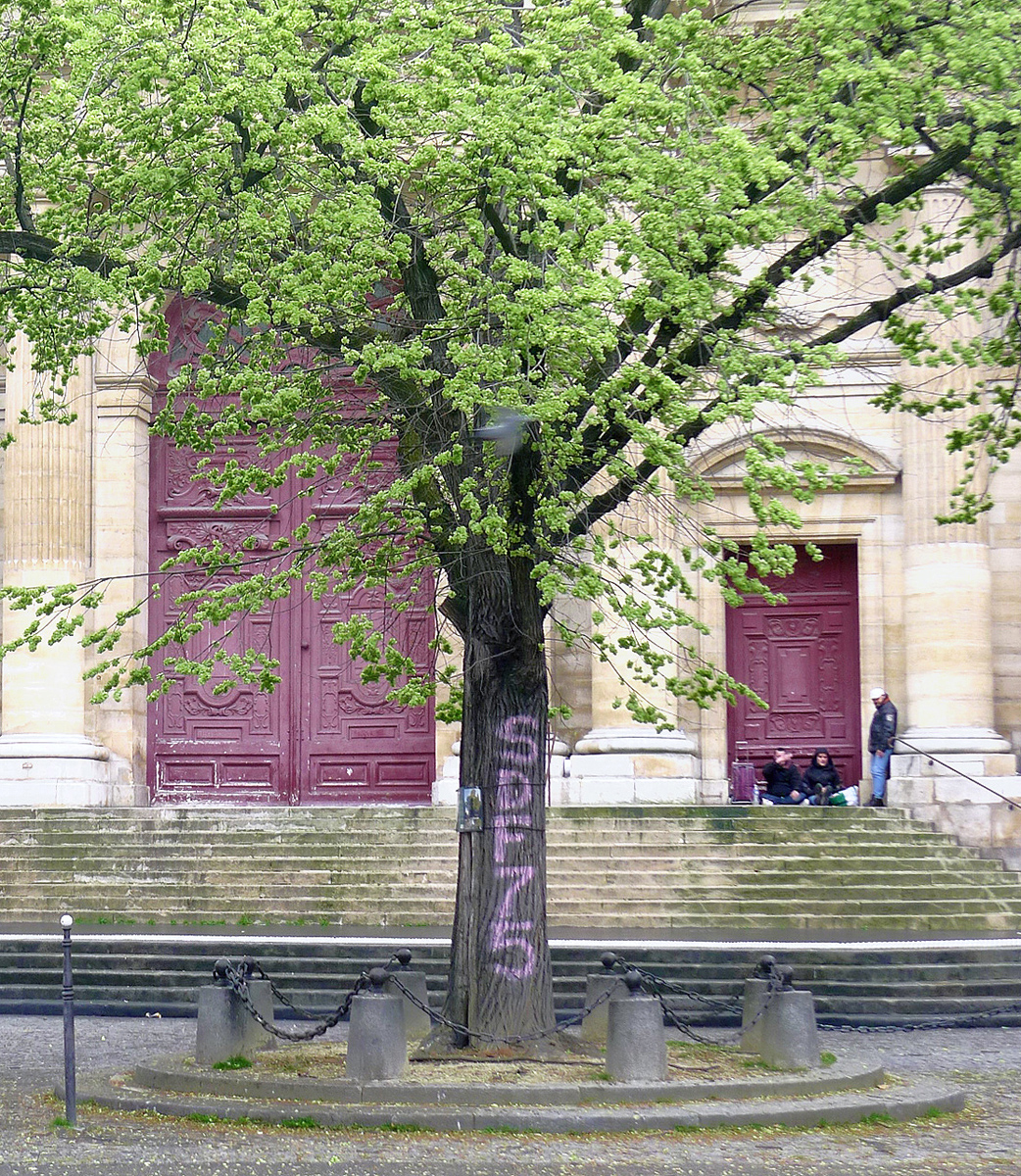
L'Orme Saint-Gervais entouré autrefois de sa clôture. (2017)
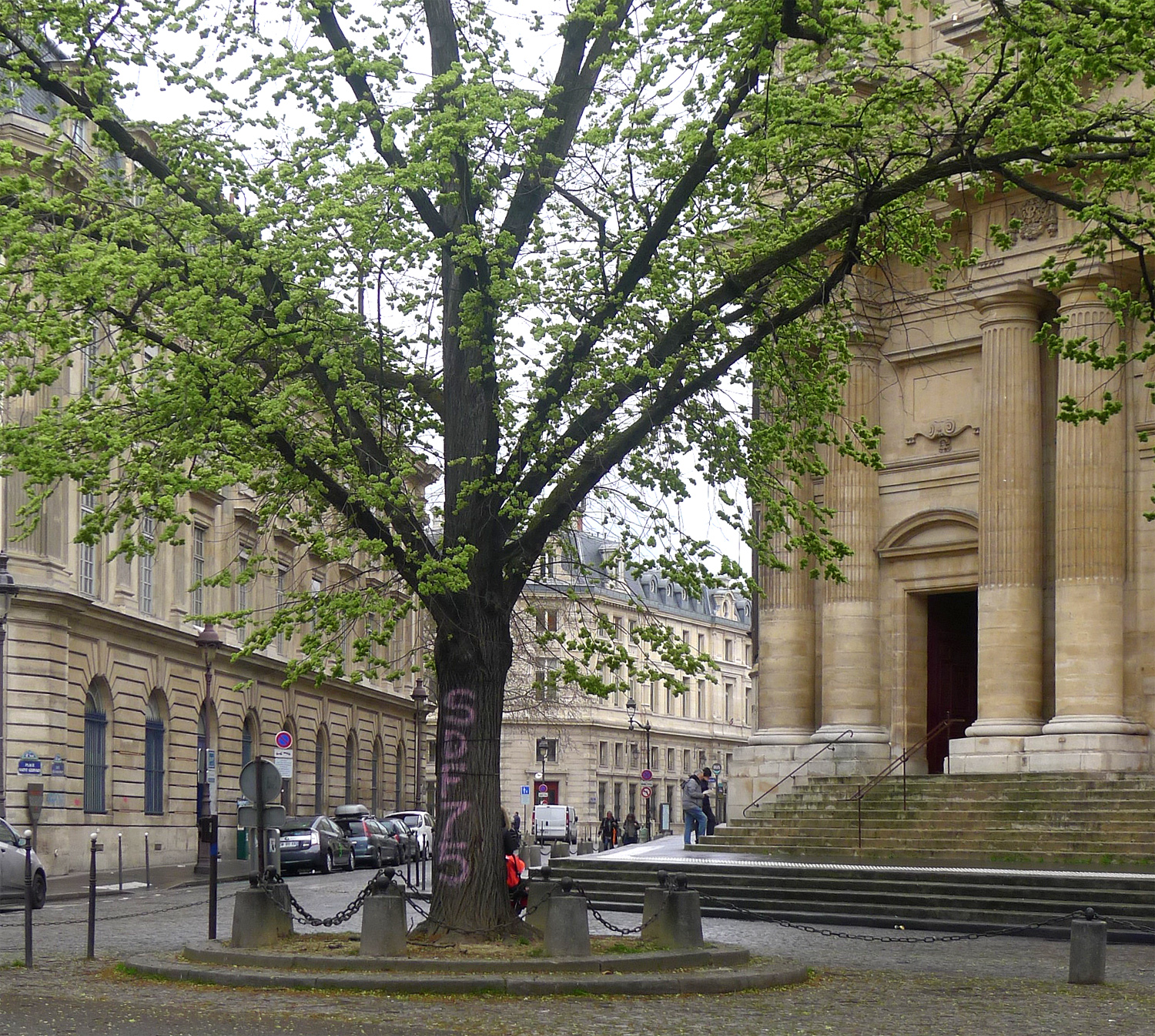
Autre vue de l'arbre avec le panneau Histoire de Paris sur la gauche de l'image.
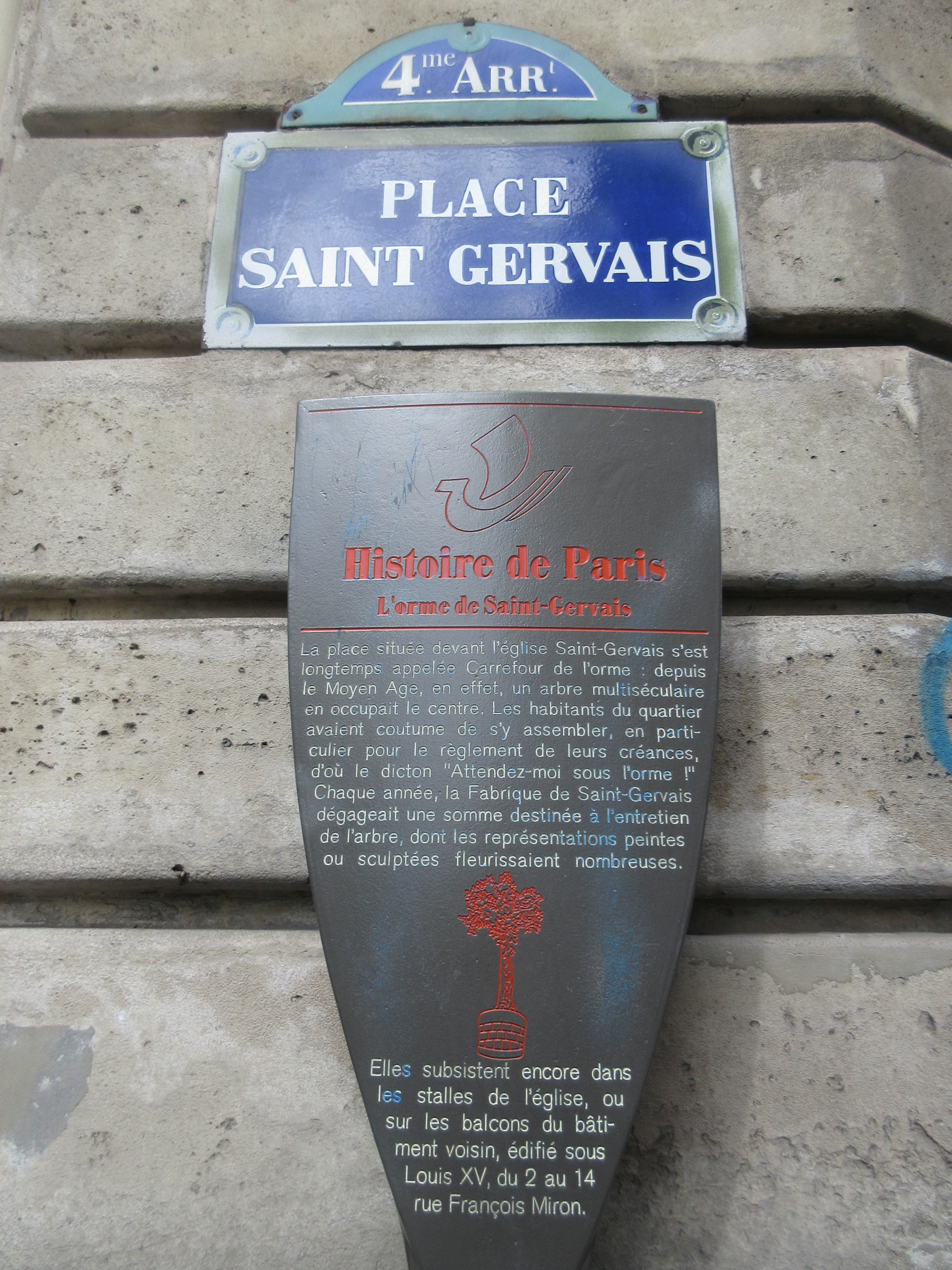
Le panneau Histoire de Paris de la place Saint-Gervais.

On peut s'y rendre en métro par les lignes 1 et 11, station Hôtel-de-Ville.

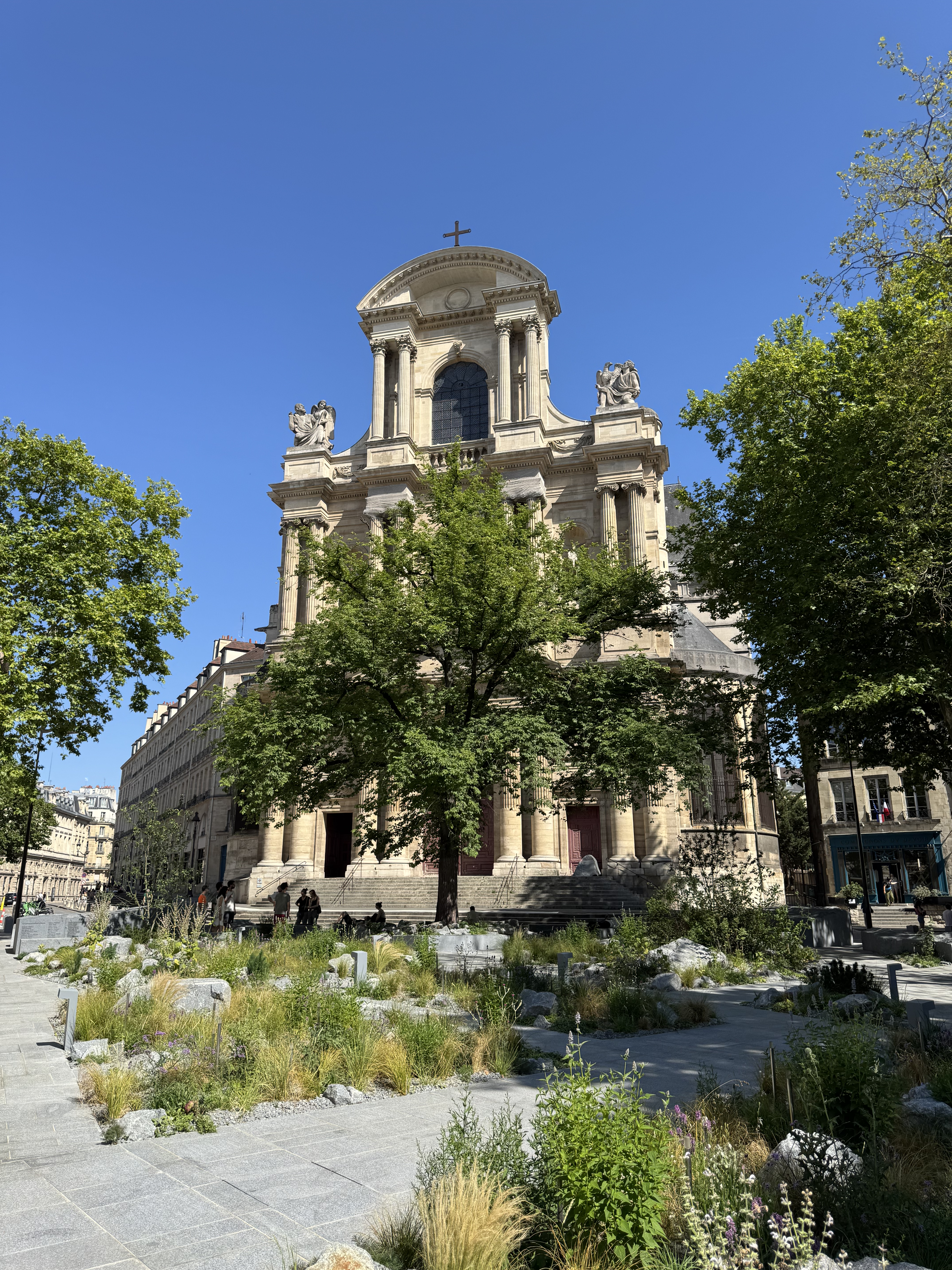
Ici, l'orme au sein du jardin du 13 Novembre 2015.

## Postérité
En raison de la présence de cet arbre, la place Saint-Gervais a longtemps été appelée carrefour de l'Orme ou carrefour de l'Orme-Saint-Gervais.
Le clergé de la paroisse de Saint-Gervais a longtemps utilisé cet emblème comme en-tête pour son papier à lettres et des stalles de l'église portent encore son motif. Ce motif est encore reproduit en ferronneries sur les balcons du 2e étage des immeubles des no 2 à 14 de la rue François-Miron jouxtant l’église. Ces immeubles datant de Louis XV étaient d'ailleurs connus comme les « maisons à l’orme ».
Le quartier du 4e arrondissement a également repris le symbole de l’orme à d’autres endroits, en particulier dans le nom ou l'enseigne de plusieurs boutiques (enseigne « À l'orme Saint-Gervais », par exemple).

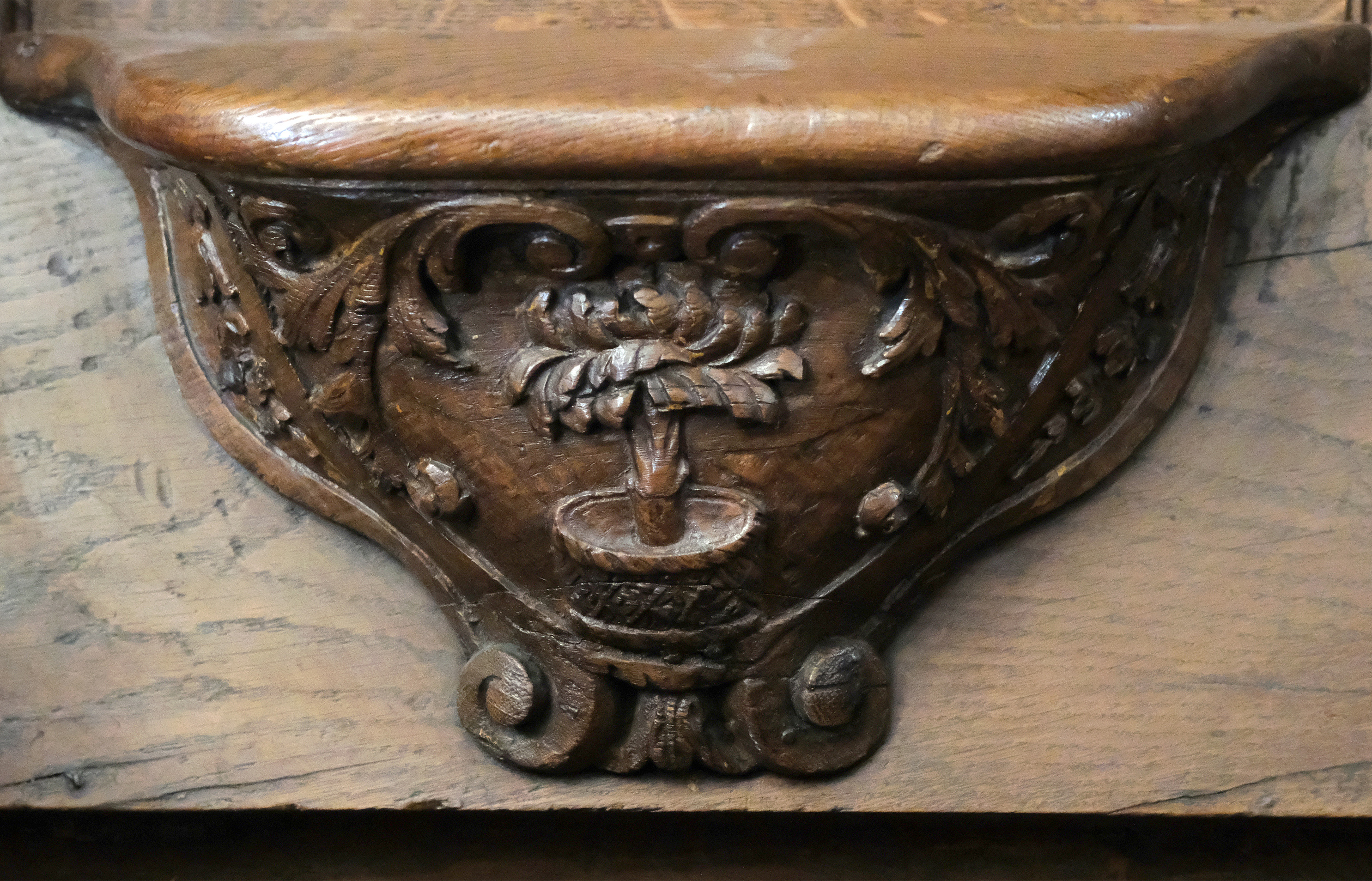
Motif d'une miséricorde[5].
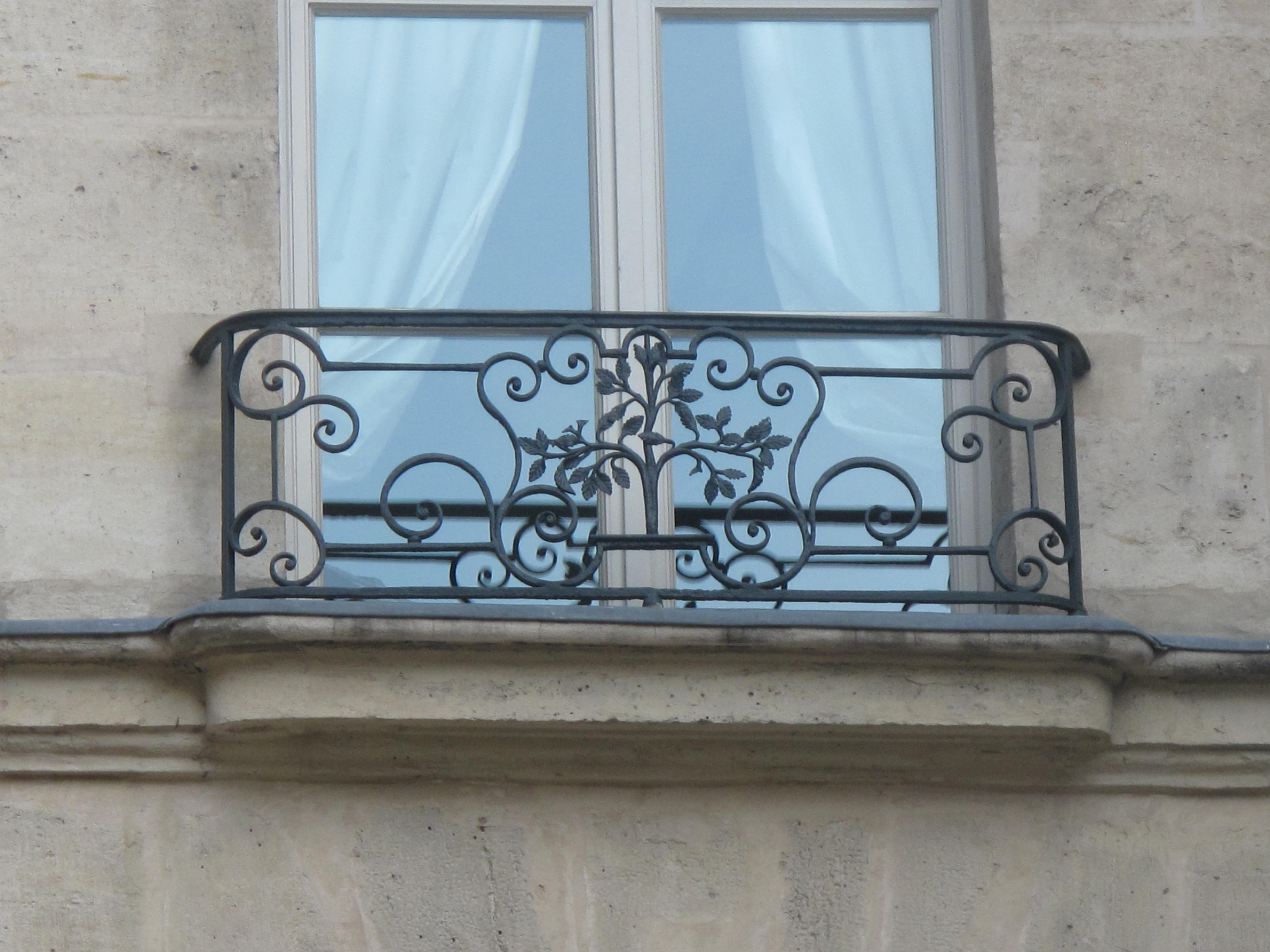
Balconnet près de la place Saint-Gervais représentant l'orme traditionnel.